# Ganze Funktion
In der Funktionentheorie ist eine ganze Funktion eine Funktion, die in der gesamten komplexen Zahlenebene {\displaystyle \mathbb {C} } holomorph (also analytisch) ist. Typische Beispiele ganzer Funktionen sind Polynome oder die Exponentialfunktion sowie Summen, Produkte und Verknüpfungen davon, etwa die trigonometrischen Funktionen und die Hyperbelfunktionen.

## Eigenschaften
Jede ganze Funktion kann als eine überall konvergierende Potenzreihe um ein beliebiges Zentrum dargestellt werden. Weder der Logarithmus noch die Wurzelfunktion sind ganz.
Eine ganze Funktion kann eine isolierte Singularität, insbesondere sogar eine wesentliche Singularität im komplexen Punkt im Unendlichen (und nur da) besitzen.
Eine wichtige Eigenschaft ganzer Funktionen ist der Satz von Liouville: Beschränkte ganze Funktionen sind konstant. Damit lässt sich recht elegant der Fundamentalsatz der Algebra beweisen. Der kleine Satz von Picard ist eine beträchtliche Verschärfung des Satzes von Liouville:
Eine nichtkonstante ganze Funktion nimmt alle Werte der komplexen Zahlenebene an, bis auf möglicherweise einen.
Letztere Ausnahme illustriert beispielsweise die Exponentialfunktion, die nicht den Wert 0 annimmt.

## Weitere Beispiele
- der Kehrwert der Gammafunktion {\displaystyle 1/\Gamma (z)}
- die Fehlerfunktion {\displaystyle \operatorname {erf} (z)}
- der Integralsinus {\displaystyle \operatorname {Si} (z)}
- die Airy-Funktionen {\displaystyle \operatorname {Ai} (z)} und {\displaystyle \operatorname {Bi} (z)}
- die Fresnelschen Integrale {\displaystyle S(z)} und {\displaystyle C(z)}
- die Riemannsche Xi-Funktion {\displaystyle \xi (z)}

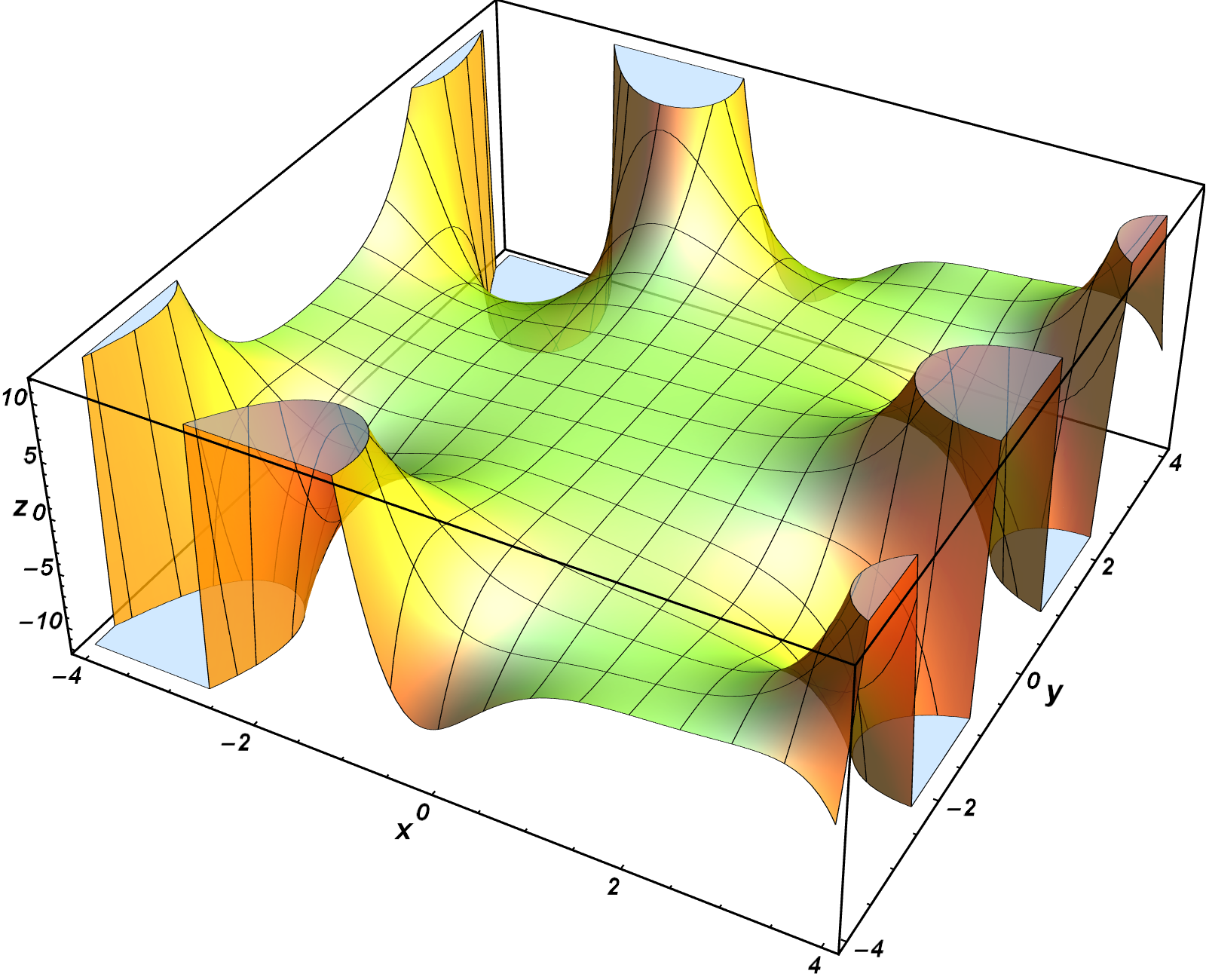
Die Airy-Funktion (hier der Realteil) ist eine ganze Funktion.

- die Besselfunktionen erster Art {\displaystyle J_{n}(z)} für ganzzahlige {\displaystyle n}
- die Struve-Funktionen {\displaystyle H_{n}(z)} für ganzzahlige {\displaystyle n>-2}
- der größte gemeinsame Teiler bezüglich einer natürlichen Zahl {\displaystyle n} in der verallgemeinerten Form[1]
  - {\displaystyle \textstyle \operatorname {ggT} (n,z)=\sum \limits _{m=1}^{n}e^{2\pi i{\frac {m}{n}}z}\sum \limits _{d|n}{\frac {c_{d}(m)}{d}}\quad {\text{mit}}\quad c_{d}(m)=\!\!\!\!\sum \limits _{k=1 \atop \operatorname {ggT} (k,d)=1}^{d}\!\!\!\!e^{2\pi i{\frac {k}{d}}m}} (Ramanujansumme)